# Небојша Радуновић
Небојша Радуновић (Косовска Митровица, 18. мај 1954) српски је гинеколог, редовни професор Медицинског факултета у Београду, дописни члан САНУ.

## Биографија
Рођен је 18. маја 1954. године у Косовској Митровици. Завршио је Медицински факултет Универзитета у Београду са просечном оценом 9.48, као трећи у својој генерацији. На истом факултету је магистрирао 1982. године, ментор му је био академик Владимир Кањух. Потом се специјализовао и докторирао 1985. годин е, ментор је био академик Војин Шуловић.
Председник је националне комисије за Перинаталну медицину Министарства здравља Републике Србије и начелник Одељења за хуману репродукцију Института за гинекологију и акушерство Клиничког центра Србије. Дописни је члан Академије медицинских наука Српског лекарског друштва од 2004. године.
Гостујући је професор на Медицинском факултету Универзитета Индијана у Сједињеним Америчким Државама од 2004. године. Од 1997. године професор је клиничке опстетриције и гинекологије на Медицинском факултету Њујоршког Универзитета у Сједињеним Америчким Државама, а од 2004. године и Adjunct професор Медицинског факултета на Јејл Универзитету у Сједињеним Америчким Државама.
Шеф Катедре за последипломске студије хумане репродукције и руководилац наставе на енглеском језику на Медицинском факултету у Београду постаје 2001. године. Дописни је члан САНУ од 5. новембра 2009. године.
Највеће резултате остварио је у области фето-матерналне медицине, развојем потпуно нових дијагностичких поступака за правовремено откривање наследних и стечених поремећаја хуманог ембриона и фетуса. Резултати његових истраживања феталне базичне кардиоваскуларне патологије и патофизиологије изазвали су велику пажњу. На основу тих сазнања увео је и сопствену технику интраутерусних трансфузија која је знатно повећала успешност лечења фетусних анемија, чиме је стекао велики углед у целом свету. Резултат тога су бројни цитати у водећим светским уџбеницима и књигама.
Инвентивним ангажовањем у репродуктивној медицини и лечењу стерилитета дао је битан допринос у развоју вантелесне оплодње, где је изузетан успех остварен овладавањем методе за in vitro дозревање јајне ћелије и културе до бластоцисте.
Његова библиографија има 330 штампаних јединица, од тога је 16 књига и монографија, 4 уџбеника и 6 поглавља у иностраним књигама.
Добитник је Повеље (1987) и Плакете (1991) Српског лекарског друштва за допринос на пољу медицинских наука, као и Октобарске награде града Београда за научноистраживачки рад 1993. године. Добитник је и Повеље удружења за примену ултразвука у медицини, биологији и ветерини Србије (1991), Плакете Македонског лекарског друштва (2004), Плакете Удружења за перинаталну медицину Румуније (2005) и Плакете Универзитета у Анкари (2008).
Члан је уредништва међународног часописа: Gynecology Obstetrics and Reproductive Medicine (Анкара) као и уредник едиције Новине у перинаталној медицини (Recent advances in Perinatal Medicine) од њеног оснивања 1996. године. Председник је Удружења за перинаталну медицину земаља Југоисточне Европе, као и Удружења за перинаталну медицину Србије и Црне Горе, и члан Комитета за едукацију Европског удружења за перинаталну медицину.
Организовао је већи број стручних састанака и конгреса посвећених перинаталној медицини, инфертилитету, борби против „беле куге“ и депопулације Србије.